# 小柳粒男
小柳 粒男（こやなぎ つぶお、1987年 - ）は、日本の小説家、ハードボイルド作家。北海道出身。2008年2月、『くうそうノンフィク日和』でデビュー。

## 略歴
2007年4月、長編小説『くうそうノンフィク日和』で第1回講談社BOX新人賞“流水大賞”の優秀賞を受賞。2008年2月、同作が講談社BOXの発行する文芸誌『パンドラ』Vol.1Aに掲載され、講談社BOXが初めて世に送り出す新人としてデビューした。同じ号に掲載された選考座談会では、元来結びつきが悪いセカイ系小説とハードボイルド小説の幸福な結婚に成功している作品だと評された。
2008年6月、同作を改稿した初の単行本『くうそうノンフィク日和』を刊行。以来、『りべんじゃー小戦争』、『ゲンソウ現実日和』など、「ノンフィクシリーズ」と称される一連の作品を発表した。また、同シリーズの短編が講談社の文芸誌『ファウスト』や『パンドラ』に掲載されたが、2010年、執筆の場を講談社BOXから星海社へ移し、2012年4月から8月まで星海社のウェブサイト「最前線」でエッセイ「渋谷／道玄坂で新聞を配る小説家・小柳粒男 二十四歳の地図」を不定期連載した。以後は長く沈黙している。

## 作品リスト

### 単行本
- くうそうノンフィク日和 （講談社BOX、2008年6月2日、250ページ） ISBN 978-4-06-283666-1 （イラスト:長月みそか） − 『パンドラ』Vol.1 SIDE-Aに全文掲載。
- りべんじゃー小戦争　〜まち封鎖 （講談社BOX、2008年9月1日、222ページ） ISBN 978-4-06-283674-6 （イラスト:長月みそか）
- ゲンソウ現実日和 （講談社BOX、2009年3月2日、354ページ） ISBN 978-4-06-283692-0 （イラスト:長月みそか）

### アンソロジー収録作品
- フォーティユースボーイ （『Powers Selection 新走(アラバシリ)』、2011年5月）

### 単行本未収録作品
- シャカイに降り立つおかっぱ頭 （『ファウスト』Vol.7、2008年8月）
- シノキ大戦 （『パンドラ』Vol.2 SIDE-A、2008年10月）
- 存在だけは幽霊のごとく （『パンドラ』Vol.2 SIDE-B、2008年12月）
- 東京で朝食を （『ファウスト』Vol.8、2011年9月）